# パーカーエンジニアリング
パーカーエンジニアリング株式会社（Parker Engineering Co., Ltd.）は、東京都中央区日本橋に本社を置く、日本パーカライジング株式会社が100%出資する塗装設備会社。

## 概要
主な事業内容
- 金属表面処理設備、塗装設備のエンジニアリング（設計・製作・据付・試運転）
- 塗装用ろ過フィルターの販売
- 環境設備、及びシステムのエンジニアリング

## 沿革
- 1951年（昭和26年）
  - 東和通商株式会社を設立。
  - スプレー式リン酸塩処理装置（スプラボンデ処理装置）の実用新案登録を取得。
  - 日本パーカライジングの薬品販売に伴うスプラボンデ装置の設計製作を主たる業務として発展する。

- 1960年（昭和35年）
  - 日本パーカライジング（株）の傘下に入り、スプラボンデライト装置及び各種塗装、洗浄機、乾燥装置の設計・製作を開始。
  - 商号を新東和通商工業株式会社と改称する。
  - 欧米との技術提携により前処理のみでなく塗装総合プラントの設計、製作を主たる業務とする。
  - 日本パーカライジング名古屋工場を吸収合併し、パーカー産業株式会社と改称する。
- 1986年（昭和61年）- 社名をパーカーエンジニアリング株式会社と改称する。
- 1987年（昭和62年）
  - 米国・イリノイ州シカゴ市にPE OF AMERICA,INC.を設立。
  - 台湾・台北市に、台湾派可股分有限公司を設立。

- 1988年（昭和63年）- タイ・バンコク市にPARKER ENGINEERING（THAILAND）CO.,LTD.を設立。
- 1995年（平成7年）- 中国・上海市に連絡事務所を開設。
- 1996年（平成8年）- インドネシア・ジャカルタ市にPT.PARKER ENGINEERING INDONESIAを設立。
- 1997年（平成9年）- タイ・バンコク市にPET TRADING CO., LTD.を設立。
- 1999年（平成11年）- PE OF AMERICA,INC.（米国）をTrutec Industries,Inc.に売却し精算する。
- 2000年（平成12年）‐ パーカーアレスター（株）から、ハードコート事業を除く一切の営業を譲り受ける。
- 2002年（平成14年）- 中国・上海市に帕柯工業設備(上海)有限公司を設立。
- 2005年（平成17年）- インド・ハリヤナ州グルガオン市にPARKER ENGINEERING(INDIA)PVT.LTDを設立。
- 2006年（平成18年）- 台湾派可股分有限公司と中日金属化工有限公司が、後者を存続会社として合併する。
- 2011年（平成23年）- Dürr Systems GmbH社へ第三者割当増資により、資本金4億9474万5000円となる。
- 2014年（平成26年）- 日本パーカライジング事業所の敷地内に、Dürrテクノロジーセンターを開設する。
- 2015年（平成27年）- メキシコ・アグエスカリエンテス市にPARKER ENG. DE MEXICO S.A.DE C.V.を設立する。